# Полковник Шабер (фильм, 1994)
«Полковник Шабер» (фр. Le Colonel Chabert) — французская экранизация одноимённой повести Бальзака. Фильм был тепло принят кинокритиками и выдвигался на премию «Сезар» в шести номинациях.

## Сюжет
Париж, 1818 год. Прошло три года с момента падения империи. К адвокату Дервилю является плохо одетый старик, который уверяет, что он — полковник Шабер (Жерар Депардьё). Однако полковник Шабер считается погибшим в 1807 году в сражении, победа в котором была одержана благодаря его усилиям.
Старик рассказывает, что его посчитали погибшим и хотели похоронить вместе с остальными убитыми, однако он выжил и оправился от ранений. Вернувшись через несколько лет во Францию, он обнаружил, что его красавица жена (Фанни Ардан), которую он когда-то выкупил из публичного дома, считая его погибшим, вышла замуж за титулованного и состоятельного человека и, не желая лишаться своего положения, отказывается признавать вернувшегося. В результате полковник Шабер вынужден жить в нищете.
Адвокат предлагает свою помощь, но, из благородных побуждений, полковник отказывается. Однако вмешиваются обстоятельства — новому мужу госпожи Шабер (Андре Дюссолье) необходимо освободиться от брачных уз, чтобы стать пэром Франции. А в результате возвращения бывшего мужа новый брак оказывается недействительным…

## Места съёмок
- Усадьба Шан-сюр-Марн (французский департамент Сена и Марна)[5]
- Замок Бизи в коммуне Вернон стал местом съёмок отдельных сцен картины.